# Eria macrophylla
Eria macrophylla är en orkidéart som beskrevs av Oakes Ames och Charles Schweinfurth. Eria macrophylla ingår i släktet Eria och familjen orkidéer. Inga underarter finns listade i Catalogue of Life.